# Білан Петро Ілліч
Петро́ Іллі́ч Біла́н  (нар. 21 липня 1921, Новомиколаївка — пом. 22 вересня 1996, Київ) — український живописець; член Спілки радянських художників України з 1958 року. Заслужений художник УРСР з 1985 року. Чоловік графіка Ніни Макарової, батько живописця Галини Білан.

## Біографія
Народився 21 липня 1921 року в селі Новомиколаївці (нині селище міського типу Запорізького району Запорізької області, Україна). Протягом 1937—1940 років навчався в Одеському художньому училищі, де серед його викладачів був також Данило Крайнєв.
З 30 жовтня 1940 року проходив строкову службу в Червоній армії. Брав участь у німецько-радянській війні. Нагороджений орденом Вітчизняної війни ІІ ступеня (6 квітня 1985).
У 1946—1948 роках навчався в Ленінградському промислово-художньому училищі (викладач О. Кантер); протягом 1949—1955 років — у Київському художньому інституті, де його навчали зокрема Сергій Григор'єв, Михайло Шаронов. Дипломна робота — картина «До сина» (керівник Сергій григор'єв).
Жив у місті Боярці, в будинку на Жовтневому провулку, № 7а. У 1972—1974 роках — головний художник живописного цеху Київського комбінату творчо-виробничого об'єднання «Художник». Помер у Києві 22 вересня 1996 року.

## Творчість
Працював в галузі станкового живопису. Автор портретів, пейзажів, тематичних картин в стилі соцреалізму. Серед робіт:
- «До сина» (1955);
- «Декрет про землю» (1957; Національний музей історії України);
- «За комсомольськими путівками» (1960);
- «Портрет письменника Петра Панча» (1961, Херсонський краєзнавчий музей);
- «Наш Ілліч» (1963, Національний музей у Львові);
- «Портрет арсенальця» (1964);
- «Тарас Шевченко читає вірші кріпакам» (1961, Шевченківський національний заповідник),
- «Арешт Тараса Шевченка в Оренбурзі» (1963, Національний музей Тараса Шевченка);\
- «За владу Рад» (1967, Національний музей у Львові);
- «Допит» (1968, Донецький художній музей);
- «Замах на Володимира Леніна» (1969, Український дім);
- «Посівна» (1971);
- «Рік 1943» (1975);
- «У світле майбутнє» (1977);
- «Наші солдати» (1980);
- «Весняна повінь» (1984);
- «Осінь» (1991);
- «Луг цвіте» (1994);
- «Річка Снов» (1995).

З 1957 року брав участь у обласних і республіканських виставках, зокрема у:
- 6-й обласній художній виставці Київського товариства художників (Київ, 1959);
- республіканській художній виставці (Київ, 1961);
- ювілейній художній виставці присвяченій 150-річчю з дня народження ТарасаШевченка (Київ, 1964).